# Kusttram

Kusttram percorso (mappa interattiva)

Il Kusttram (in francese Tramway de la côte belge, in italiano Tram della costa belga o Tram del litorale), gestito da De Lijn, è una linea tranviaria che si sviluppa per 67 km e 67 stazioni sulla costa del Belgio, tra la cittadina di De Panne presso la frontiera francese e Knokke presso il confine con i Paesi Bassi.

## Caratteristiche
| Unknown route-map component "uSTR+l" | Unknown route-map component "uBHFq" | Unknown route-map component "uSTR+r" |

| Unknown route-map component "uSTRl" | Unknown route-map component "uABZ+lr" | Unknown route-map component "uSTRr" |

|  | Urban stop on track |

| Urban stop on track |

| Urban stop on track |

| Urban stop on track |

| Urban stop on track |

|  | Unknown route-map component "uKRWgl" | Unknown route-map component "uKRW+r" |

|  | Unknown route-map component "uWBRÜCKE1" | Unknown route-map component "uWBRÜCKE1" |

|  | Unknown route-map component "uKRWg+l" | Unknown route-map component "uKRWr" |

| Urban stop on track |

|  | Unknown route-map component "uKRWgl" | Unknown route-map component "uKRW+r" |

|  | Unknown route-map component "uWBRÜCKE1" | Unknown route-map component "uWBRÜCKE1" |

|  | Unknown route-map component "uKRWg+l" | Unknown route-map component "uKRWr" |

| Urban stop on track |

| Urban stop on track |

|  | Unknown route-map component "uABZg+l" | Unknown route-map component "uSTR+r" |

|  | Urban straight track | Urban straight track |

|  | Unknown route-map component "uKRWg+l" | Unknown route-map component "uKRWr" |

| Urban stop on track |

| Urban stop on track |

| Urban stop on track |

| Urban station on track |

| Urban stop on track |

| Unknown route-map component "uKRW+l" | Unknown route-map component "uKRWgr" |  |

| Urban straight track | Urban straight track |  |

| Unknown route-map component "uSTRl" | Unknown route-map component "uABZgr" |  |

| Urban stop on track |

| Urban stop on track |

| Urban stop on track |

| Urban stop on track |

| Urban stop on track |

|  | Unknown route-map component "uABZg+l" | Unknown route-map component "uSTR+r" |

|  | Urban straight track | Urban straight track |

|  | Unknown route-map component "uKRWg+l" | Unknown route-map component "uKRWr" |

| Urban stop on track |

| Urban stop on track |

| Urban stop on track |

| Urban stop on track |

| Urban stop on track |

| Urban stop on track |

| Urban stop on track |

| Urban stop on track |

|  | Unknown route-map component "uKRWgl" | Unknown route-map component "uKRW+r" |

|  | Unknown route-map component "uWBRÜCKE1" | Unknown route-map component "uWBRÜCKE1" |

|  | Unknown route-map component "uKRWg+l" | Unknown route-map component "uKRWr" |

| Urban stop on track |

| Urban stop on track |

| Urban stop on track |

| Unknown route-map component "ukABZg2" |

| Unknown route-map component "d" |  | Unknown route-map component "uSTR+k12" | Unknown route-map component "ukABZq+34" | Unknown route-map component "udCONTfq" |

| Unknown route-map component "ukABZg+1" |

| Urban stop on track |

| Urban stop on track |

| Urban stop on track |

| Urban stop on track |

| Urban stop on track |

| Urban stop on track |

| Urban stop on track |

| Urban stop on track |

|  | Unknown route-map component "uKRWgl" | Unknown route-map component "uKRW+r" |

|  | Urban stop on track | Urban straight track |

|  | Unknown route-map component "uABZgl" | Unknown route-map component "uSTRr" |

| Urban stop on track |

| Urban stop on track |

| Urban stop on track |

| Urban stop on track |

| Urban stop on track |

| Urban stop on track |

| Urban stop on track |

| Unknown route-map component "uKRWl" | Unknown route-map component "uKRWg+r" |  |

| Urban stop on track |

| Urban stop on track |

| Urban stop on track |

| Urban stop on track |

| Urban stop on track |

| Urban stop on track |

| Urban stop on track |

| Urban stop on track |

| Urban stop on track |

| Urban stop on track |

| Urban stop on track |

| Urban stop on track |

| Unknown route-map component "ukABZg2" |

| Unknown route-map component "d" |  | Unknown route-map component "uSTR+k12" | Unknown route-map component "ukABZq+34" | Unknown route-map component "udCONTfq" |

| Unknown route-map component "ukABZg+1" |

| Urban stop on track |

| Urban stop on track |

| Urban stop on track |

| Unknown route-map component "uSTR+l" | Unknown route-map component "uABZqlr" | Unknown route-map component "uSTR+r" |

| Urban straight track | Unknown route-map component "uKDSTaq" | Unknown route-map component "uABZg+r" |

| Unknown route-map component "uSTRl" | Unknown route-map component "uBHFq" | Unknown route-map component "uSTRr" |

## Galleria d'immagini

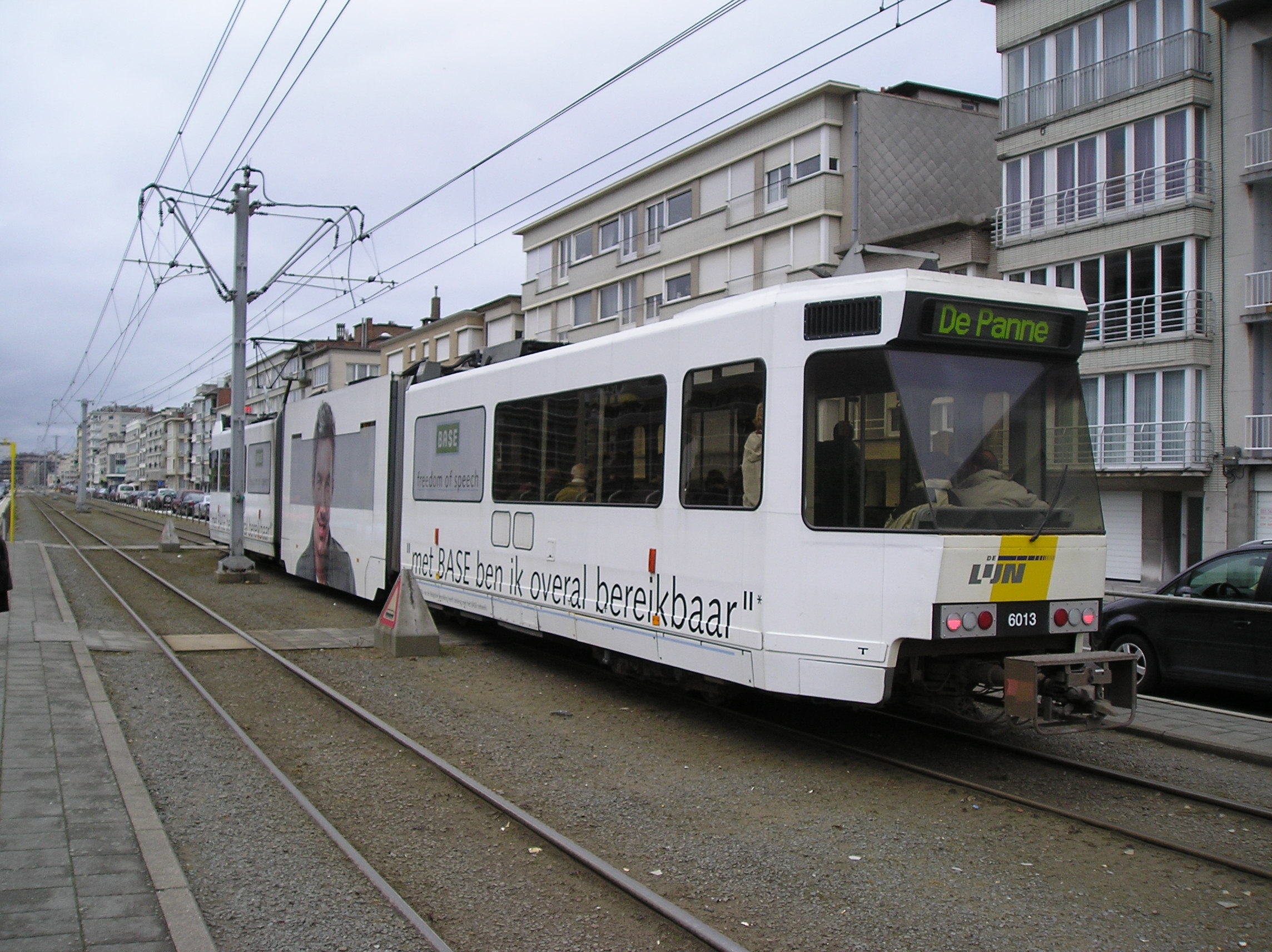
Tram alla fermata di Ostenda Henegouwenstraat
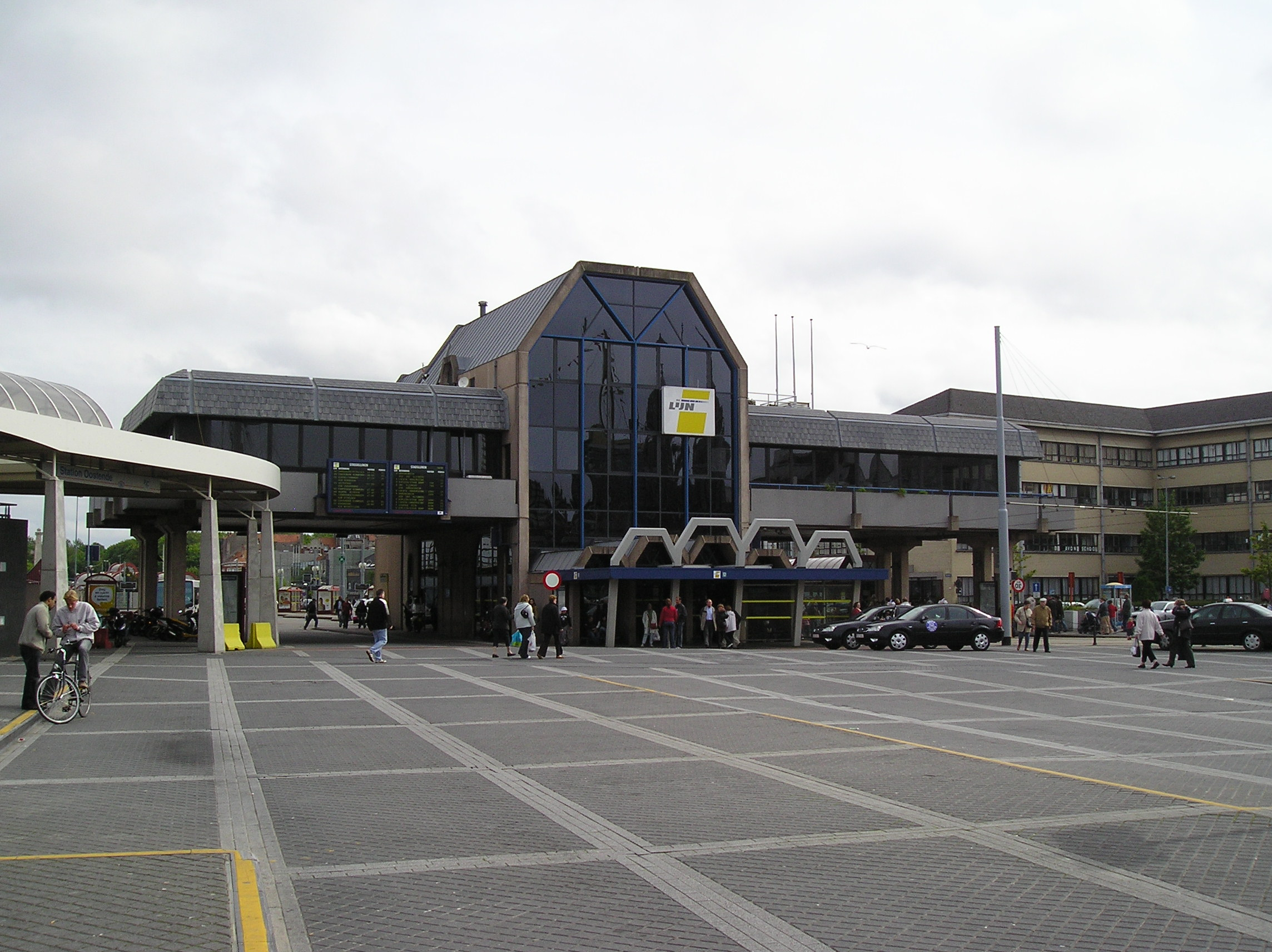
La vecchia stazione tranviaria di Ostenda
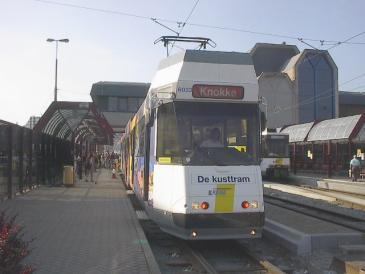
Tram alla vecchia stazione di Ostenda
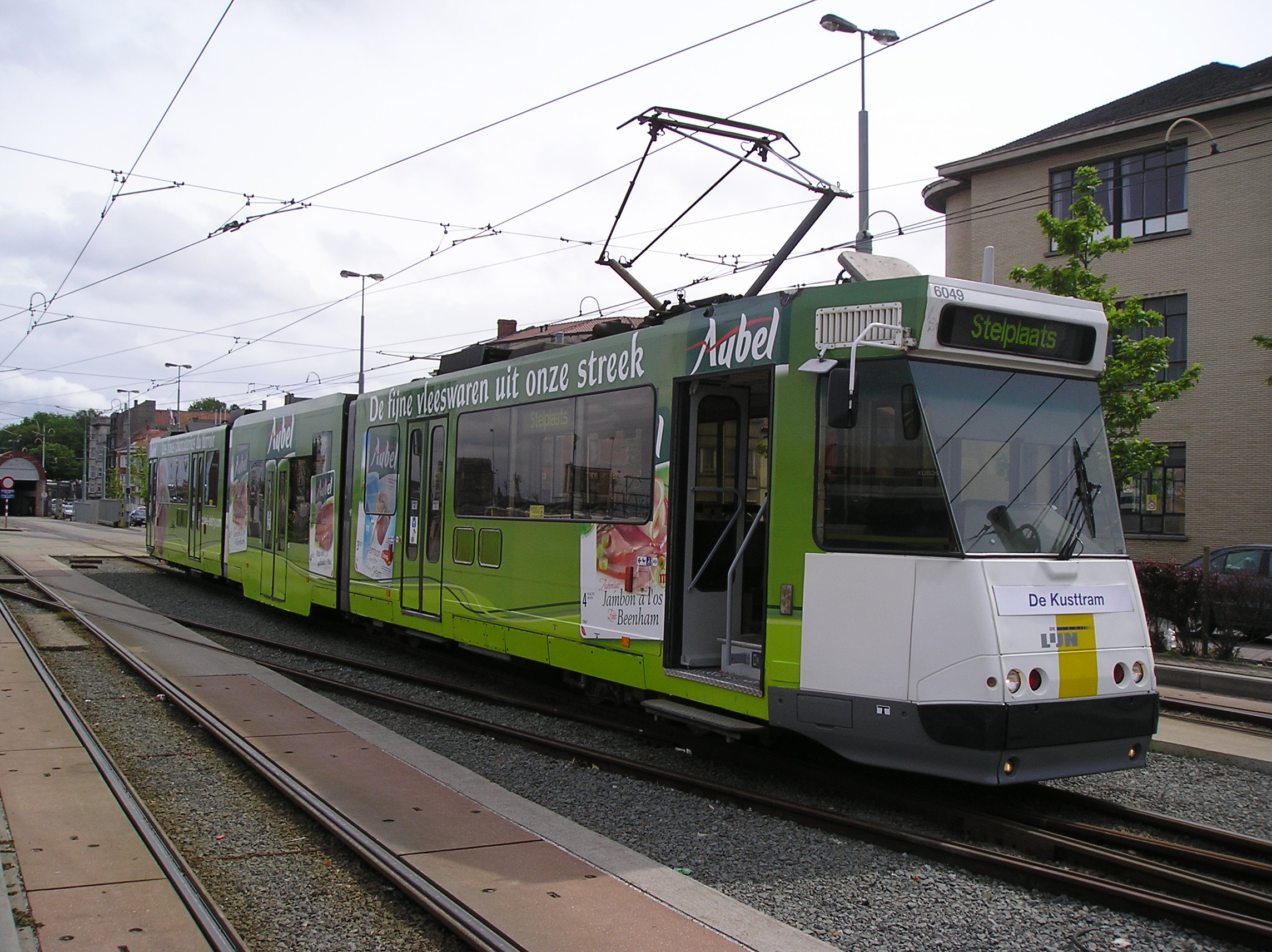
Tram alla vecchia stazione di Ostenda (nuovo edificio dal 2019)
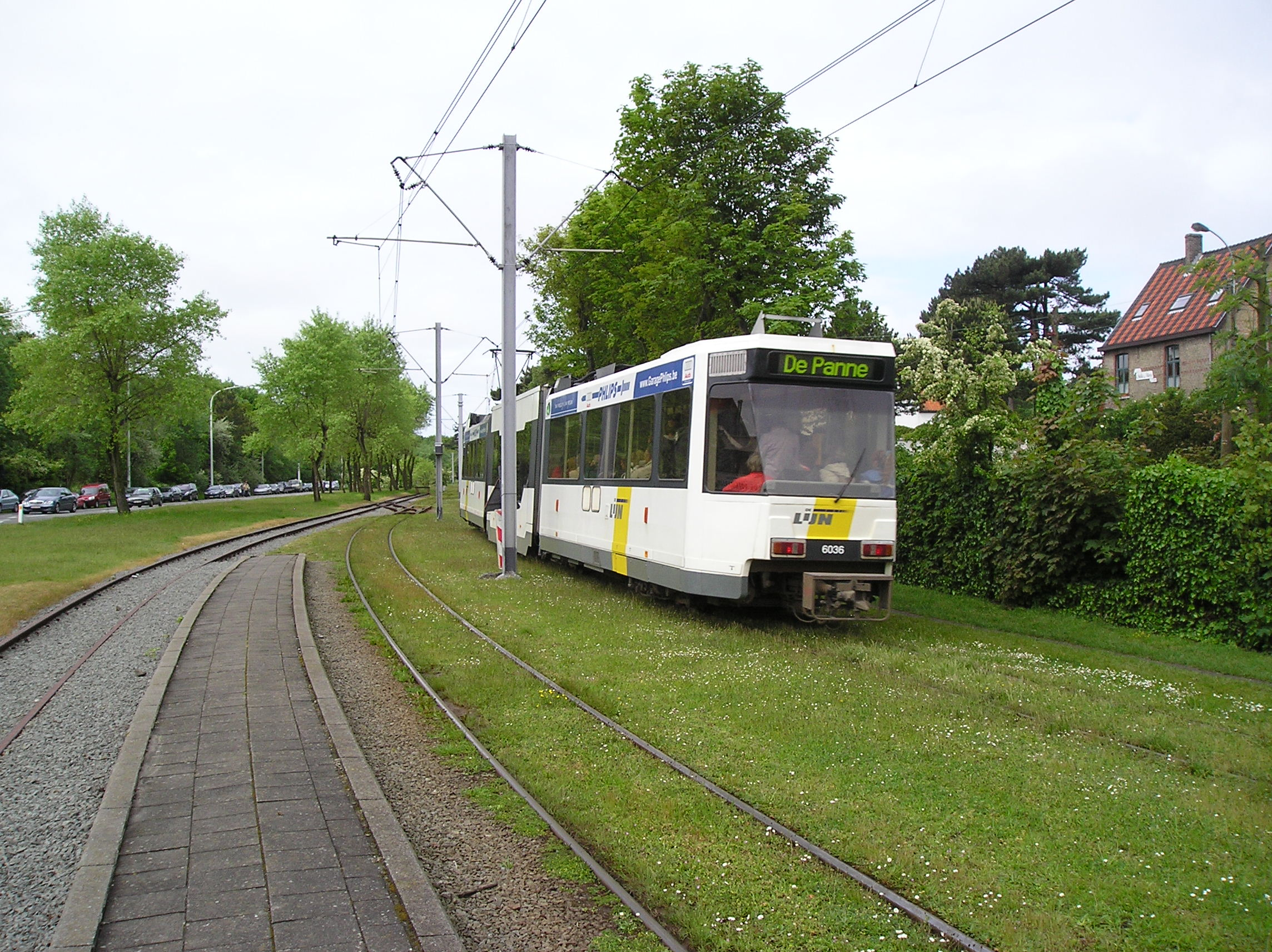
Tram alla stazione di De Haan
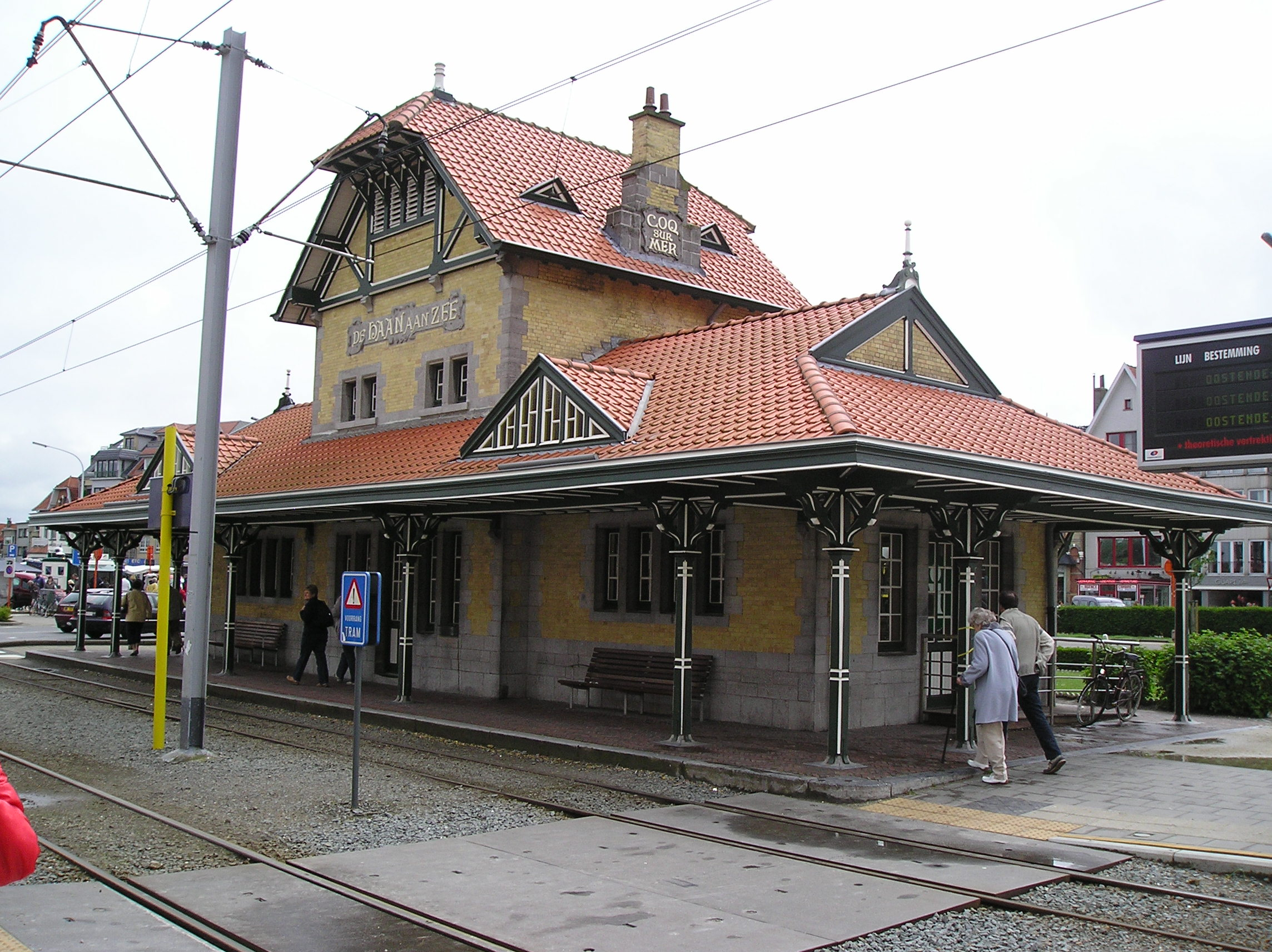
La stazione tranviaria di De Haan
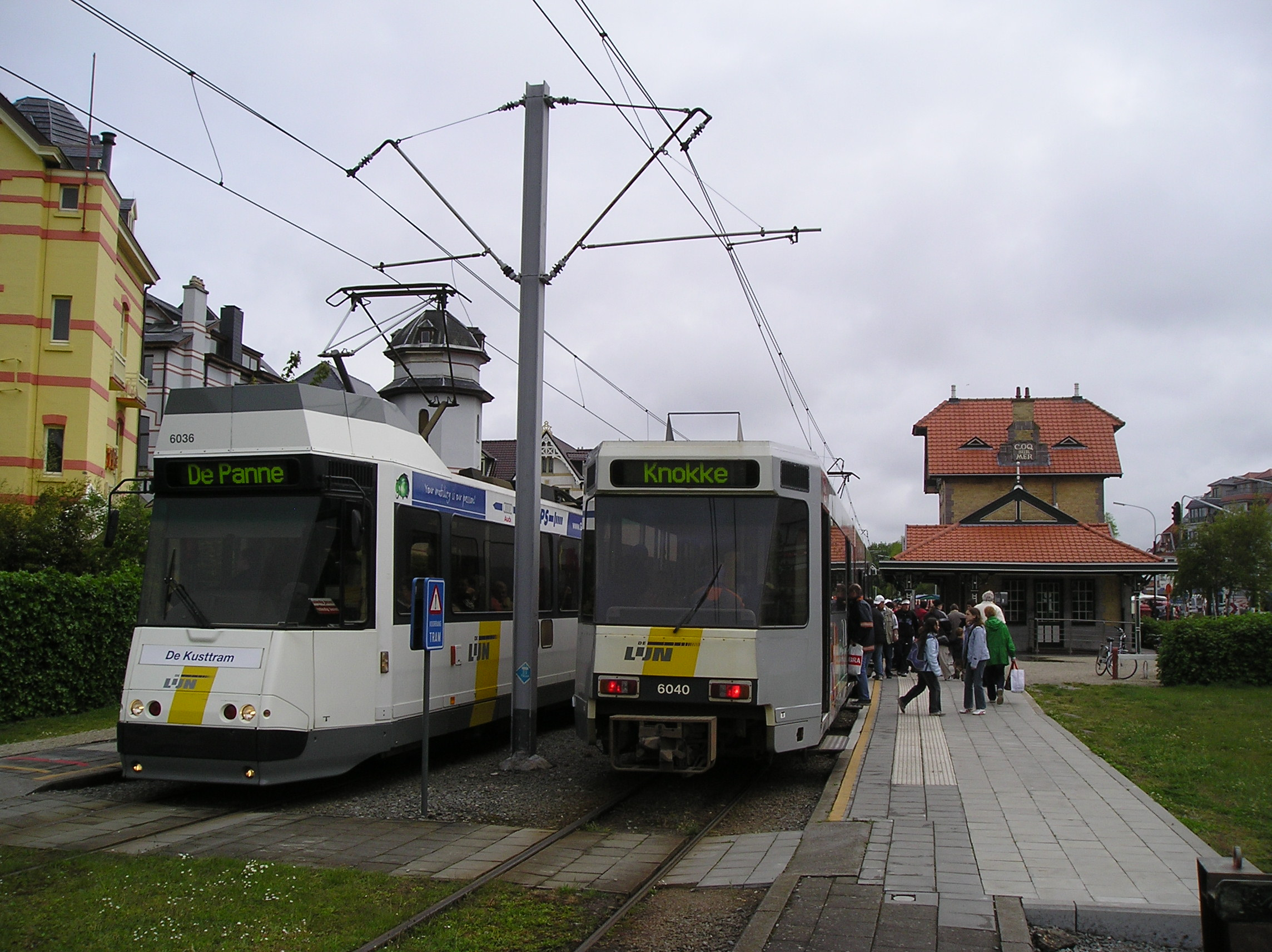
Due tram alla stazione di De Haan
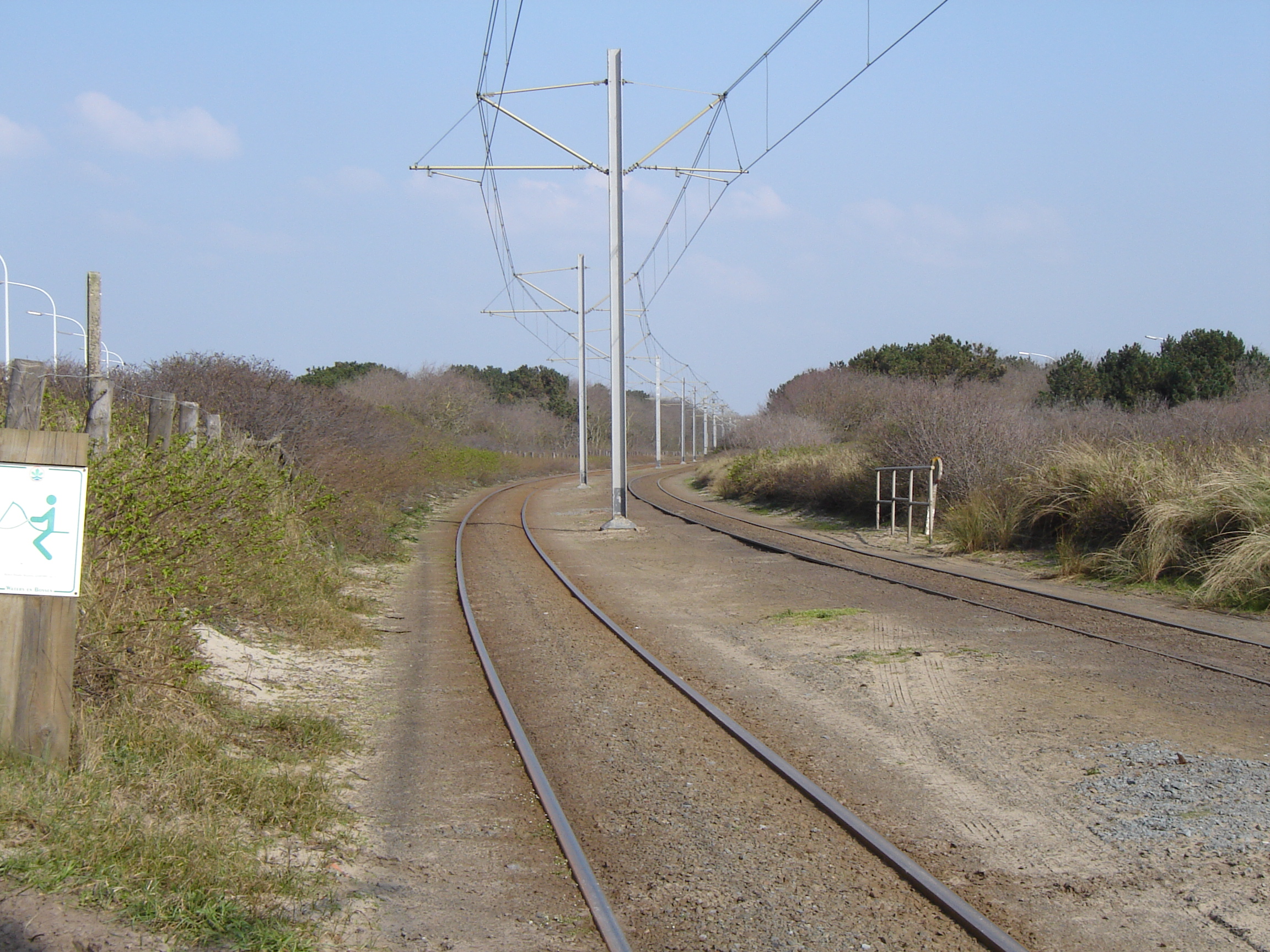
Binari tra De Haan e Wenduine
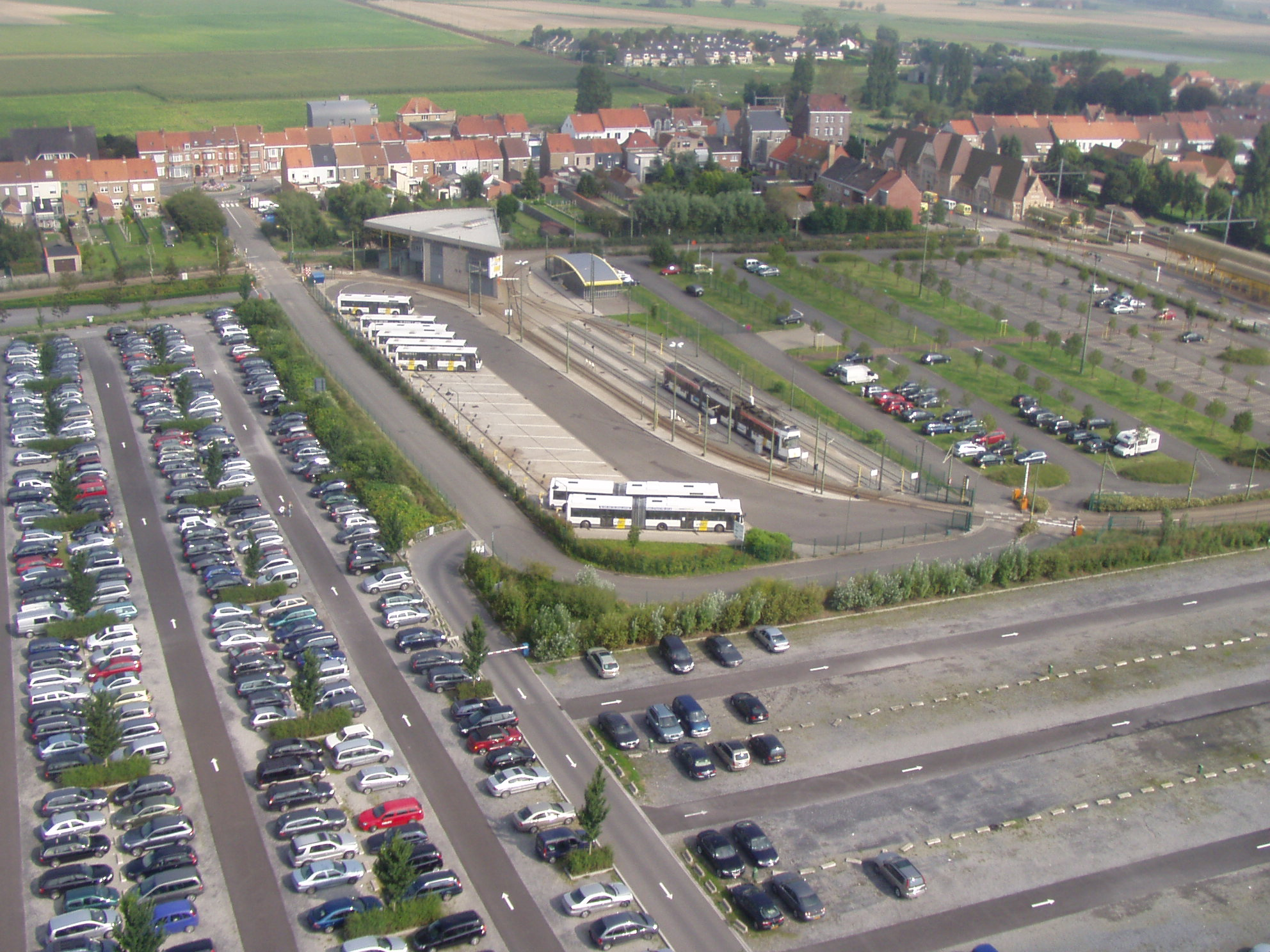
Deposito di Adinkerke
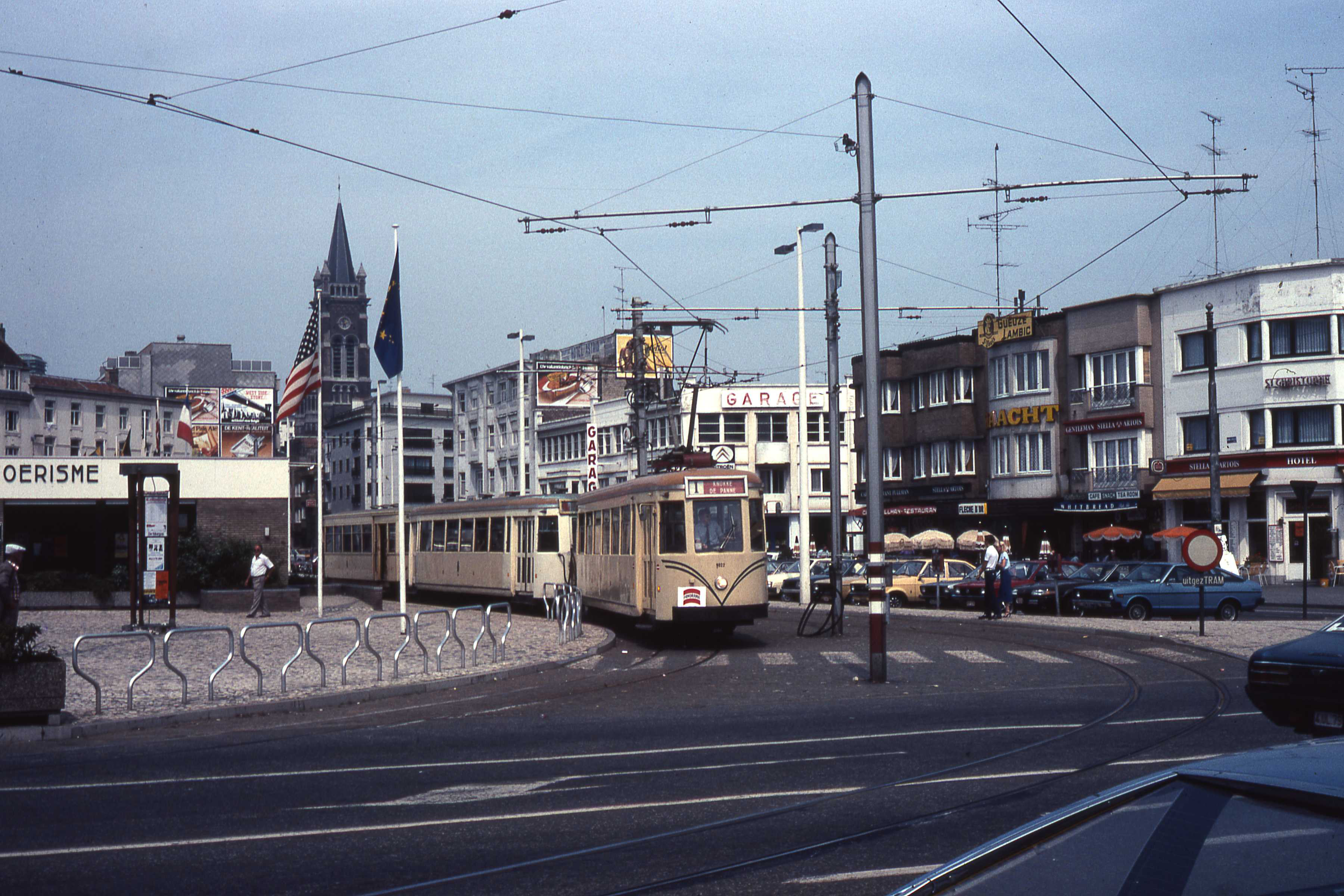
Tram alla stazione di Blankenberge (1981)
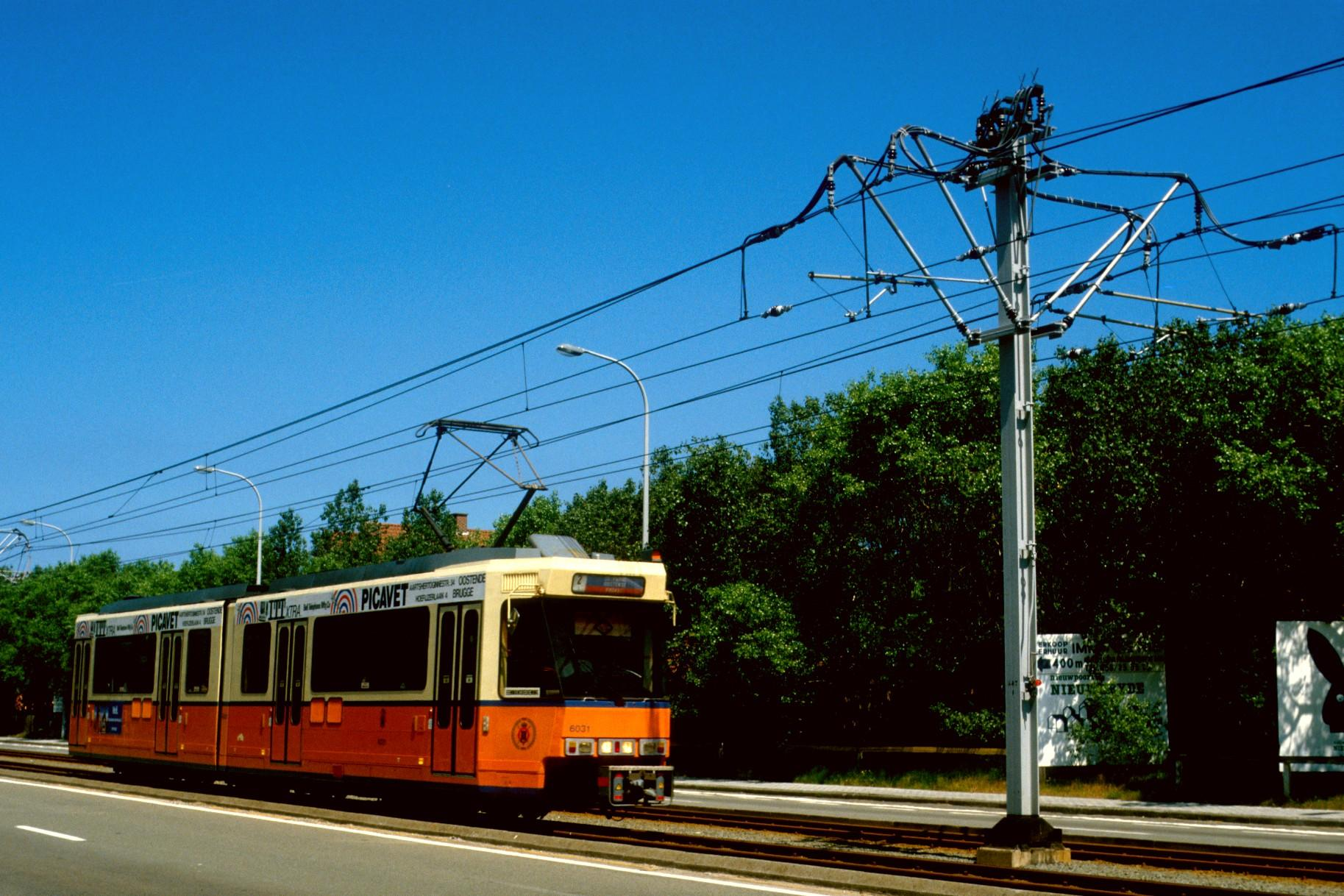
Tram tipo "BN" a Nieuwpoort (1986)
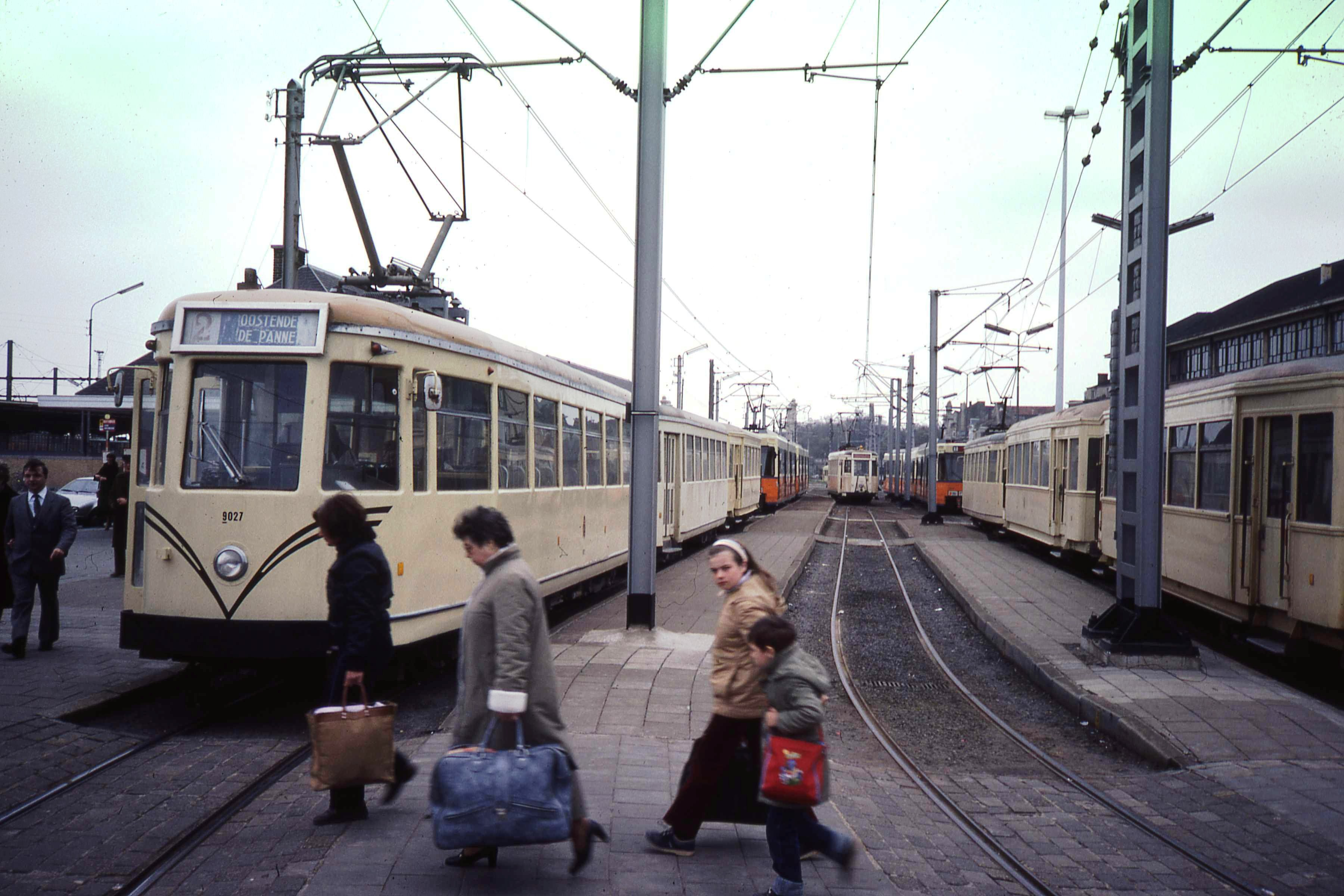
Due tram alla stazione di Ostenda (1982)